# Cuộc chinh phạt Shikoku (1585)
Năm 1585 trong cuộc chinh phạt Shikoku, Toyotomi Hideyoshi đã đoạt lấy Shikoku, đảo nhỏ nhất trong bốn đảo chính của Nhật Bản, từ tay Chōsokabe Motochika.
Quân đội của Hideyoshi chia thành ba đạo. Đạo thứ nhất, do Hashiba Hidenaga và Hashiba Hidetsugu chỉ huy, gồm 60.000 quân, tấn công  Awa và Tosa, tiếp cận Shikoku qua đảo Akashi. Đạo thứ hai do Ukita Hideie chỉ huy, gồm 23.000 lính đánh tỉnh Sanuki. Đạo cuối cùng gồm 30.000 quân, tiến đến tỉnh Iyo, do Mōri Terumoto, Kobayakawa Takakage, và Kikkawa Motonaga chỉ huy. Tổng cộng, có đến 600 thuyền lớn và 103 thuyền nhỏ chở quân của Hideyoshi đến  Shikoku.
Bất chấp sự vượt trội của quân đội Hideyoshi, và lời khuyên của quân sư, Chōsokabe quyết tâm giao chiến để bảo vệ đất đai của mình. Giao tranh lên đến đỉnh điểm trong cuộc vây hãm lâu đài Ichinomiya, kéo dài 26 ngày. Chōsokabe cố gắng giữ lâu đài trong vô vọng, nhưng cuối cùng vẫn đầu hàng. Ông được phép giữ lại tỉnh Tosa, trong khi phần còn lại của Shikoku được chia cho các tướng của Toyotomi Hideyoshi.